# Мария Тереза Австрийская (1817—1886)
Мария Тереза Австрийская (итал. Maria Teresa d’Austria; нем. Maria Theresia von Österreich), полное имя Мария Тереза Беатриче Гаэтана Габсбург-Эсте (итал. Maria Teresa Beatrice Gaetana Habsburg-Este, нем. Maria Theresia Beatrix Gaëtane von Habsburg-Este; 14 июля 1817 года, Модена, Моденское герцогство — 25 марта 1886 года, Гориция, Австро-Венгрия) — принцесса из дома Габсбург-Эсте, дочь Франциска IV, герцога Модены и Реджо, эрцгерцогиня Австрии, принцесса Модены и Реджо, принцесса Карпи, принцесса Мирандолы и Конкордии, герцогиня Гуасталлы, имперская принцесса Австрии, королевская принцесса Венгрии и Чехии.
В замужестве — герцогиня де Бордо, графиня де Шамбор и королева Франции и Наварры в престолонаследии легитимистов. Дама австрийского Благороднейшего ордена Звёздного креста и баварского ордена Терезы.

## Биография
Мария Тереза родилась в Модене 14 июля 1817 года. По достижении совершеннолетия была выдана замуж за Анри де Бурбона, короля Франции в престолонаследии легитимистов, герцога де Бордо и графа де Шамбор. Брак по доверенности был заключён 7 ноября 1846 года в Модене. Венчание в церкви состоялось 16 ноября того же года в Брук-ан-дер-Мур. Брак оказался бездетным.
Мария Тереза была выбрана в жёны графа де Шамбор его тётей по линии отца, королевой Марией Терезой Французской. Этот династический брак означал альянс между изгнанным французским королевским домом Бурбонов и домом Габсбург-Эсте, ветвью австрийского имперского дома Габсбургов. Важное значение при выборе невесты играло и то, что дом Габсбург-Эсте исповедовал католичество и был единственным владетельным домом, который не признал Июльскую монархию во Франции. Сам же граф де Шамбор хотел жениться на младшей сестре Марии Терезы, Марии Беатриче, но смирился с выбором тёти.
24 августа 1883 года Мария Тереза овдовела. Легитимисты провозгласили своим новым королём графа Хуана-Карлоса де Бурбона, графа Монтисон, который приходился ей зятем, так, как был мужем её младшей сестры Марии Беатриче.
Мария Тереза построила усыпальницу французской королевской семьи в изгнании в монастыре Костаньевица, близ Гориции. Через три года после смерти мужа, Мария Тереза умерла в Гориции 25 марта 1886 года. Она была похоронена рядом с мужем в построенной ею усыпальнице Бурбонов.

### Форма обращения
- 14 июля 1817 — 7 ноября 1846: Её Императорское и Королевское Высочество, эрцгерцогиня Мария Терезия Австрийская-Эсте, имперская принцесса Австрии, королевская принцесса Венгрии и Чехии, принцесса Модены;
- 7 ноября 1846 — 24 августа 1883: Её Императорское и Королевское Высочество, графиня де Шамбор, герцогиня де Бордо;

Королева-консорт Франции и Наварры (оспаривается название)
- 24 августа 1883 — 25 марта 1886: Её Императорское и Королевское Высочество, вдовствующая графиня де Шамбор, вдовствующая герцогиня де Бордо.

После замужества легитимисты обращались к ней, как к Её Величеству, королеве Франции и Наварры, а после вдовства — как к Её Величеству, вдовствующей королеве Франции и Наварры.